# Johan Alexander Livin
Johan Alexander Livin, född 10 december 1743 i Skänninge, död 17 juli 1802 i Högby socken, var en svensk präst i Högby församling.

## Biografi
Johan Alexander Livin föddes 10 december 1743 i Skänninge. Han var son till kontraktsprosten Claës Livin och Kristina Katarina Götherhielm. Livin blev 1765 student vid Uppsala universitet och prästvigdes 15 november 1772. Han blev 1773 filosofie magister och 1776 komminister i Skänninge församling, tillträdde 1777. Livin blev 23 februari 1795 kyrkoherde i Högby församling och tillträdde samma år. Han avled 17 juli 1802 i Högby socken.

### Familj
Livin gifte sig 31 december 1780 med Juliana Christina Törner (1757–1823). Hon var dotter till lektorn Johan Törner och Fredrica Sophia Schmiedeberg i Linköping. De fick tillsammans barnen Clas Livijn (1781–1844), Karl Alexander (1783–1785), Fredrika Christina (1784–1820), Karolina Juliana (1787–1847), Karl Alexander (1790–1858), Lars Israel (1791–1792), Helena Margareta (1793–1866), Botvid Ulrik (1795–1873) och Sofia Vilhelmina (född 1798). Barnen antog namnet Livijn